# Hemiandrus pallitarsis
Hemiandrus pallitarsis is een rechtvleugelig insect uit de familie Anostostomatidae. De wetenschappelijke naam van deze soort is voor het eerst geldig gepubliceerd in 1871 door Walker.